# Lydian Sound Orchestra
La Lydian Sound Orchestra e una formazione musicale jazz fondata nel 1989 da Riccardo Brazzale.

## Biografia
La formazione è ispirata all'organico della storica "Tuba Band" di Miles Davis, ma rivitalizzata da un approccio estetico contemporaneo, in cui non mancano riferimenti tanto alla tradizione jazz quanto alla scrittura eurocolta, sempre tuttavia secondo lo spirito live del work-in-progress. 
Dall'89 a oggi, la “Lydian” si è esibita in contesti tra i più diversi (non solo jazz, ma anche rassegne di musica classica, meeting letterari, stagioni teatrali e di balletto), in Italia e in Europa, nei jazzclub, nei festival, nei siti monumentali (come il Parco Archeologico del Colosseo a Roma), è stata registrata più volte da Radio Rai (spesso anche in diretta come dalla Cappella Paolina del Quirinale nel 2017) e trasmessa da varie radio europee.

## Formazione
Nella formazione stabile della Lydian suonano Robert Bonisolo, Rossano Emili, Mauro Negri (sax e clarinetti), Gianluca Carollo (tromba), Federico Pierantoni (trombone), Giovanni Hoffer (corno francese), Glauco Benedetti (tuba), Marcello Abate (chitarra), Marc Abrams (contrabbasso) e Mauro Beggio (batteria), con Riccardo Brazzale che la dirige dal pianoforte; spesso all’organico strumentale si aggiungono un coro o anche attori come voci recitanti; nel 2014 la Lydian si è esibita con la Compagnia di Balletto Abbondanza/Bertoni per la prima assoluta di “The Black Saint and The Sinner Lady” di Charles Mingus al Mart di Rovereto. Con la Lydian Sound Orchestra hanno comunque lavorato i maggiori musicisti italiani di jazz (Rava, D'Andrea, Trovesi, Fresu, Fasoli, Intra, Tonolo, Birro), ma anche importanti ospiti stranieri: Palle Danielsson, Manfred Schoof, Kenny Wheeler, Ralph Towner, Paul Motian, Terrell Stafford, Charles McPherson, Julian Argüelles, Don Moye, la Mingus Dynasty, Jeremy Pelt, Ambrose Akinmusire e, soprattutto, David Murray con cui, nel 2022 incide per l'etichetta Parco della Musica Records.

## Riconoscimenti
Dal 2006, i critici della rivista "Musica Jazz” hanno sempre collocato la Lydian Sound Orchestra nella Top Ten del referendum annuale, fra i migliori gruppi italiani. In particolare per il 2016, 2018 e 2019 la Lydian è stata votata come gruppo italiano dell'anno

## Discografia
- Lydian Sound Orchestra, Melodious Thunk (Totem Records, 1993)
- Lydian Sound Orchestra, Timon of Athens (Flex Records, 1995)
- Lydian Workshop, Bukowski Blues (Azzurra Music, 1999)
- Riccardo Brazzale & Friends, The Bras and the Art of Arranging (Agorà, 2000)
- Lydian Sound Orchestra, Monk at Town Hall & More (Abeat, 2002)
- Various Artists, Iseo Jazz - Dieci anni di jazz italiano (CDpM, 2003)
- Lydian Sound Orchestra & Claudio Fasoli, Azurka (Abeat, 2003)
- Various Artist, Lester (Caligola, 2004)
- Lydian Sound Orchestra, Back to Da Capo (Alma Records, 2006)
- Lydian Sound Orchestra, Live in Appleby (Alma Records, 2008)
- Various Artists, Top Jazz 2008 (MJCD, 2009)
- Lydian Sound Orchestra, The Lydian Trip (Alma Records,  2009)
- Various Artists, Iseo Jazz (MJCD, 2012)
- Lydian Sound Orchestra, Ruby, Nellie and Nica (Alma Records, 2012)
- Lydian Sound Orchestra, Reflections (MJCD, 2012)
- Lydian Sound Orchestra, Music for Lonely Souls (Beloved by Nature) (Alma Records, 2016)
- Various Artists, Top Jazz 2016 (MJCD, 2017)
- Lydian Sound Orchestra, We Resist! (Parco della Musica Records, 2018)
- Lydian Sound Orchestra, Mare 1519 (Parco della Musica Records, 2019)